# Мазів
Ма́зів — село в Україні, у Львівському районі Львівської області. Населення становить 33 осіб. Належить до Глинянської міської громади.

## Історія
Наприкінці XIX століття був хутором у садибний території села Словіта, Перемишлянского повіту.
У 1940 році всі польські родини були виселені НКВС до Сибіру.

## Населення

### Мова
Розподіл населення за рідною мовою за даними перепису 2001 року:
| Мова       | Кількість | Відсоток |
| ---------- | --------- | -------- |
| українська | 153       | 98.08%   |
| російська  | 3         | 1.92%    |
| Усього     | 156       | 100%     |